# Hướng đạo cho nam

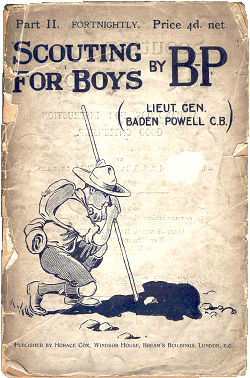
Bìa phần hai của Hướng đạo cho nam, tháng 1 năm 1908

Hướng đạo cho nam: Sách chỉ nam hướng dẫn về tư cách công dân tốt (Scouting for Boys: A Handbook for Instruction in Good Citizenship) là sách đầu tiên về phong trào hướng đạo được xuất bản năm 1908 (Hướng đạo Việt Nam gọi sách này là "Hướng đạo cho Trẻ em"). Sách được Robert Baden-Powell, sáng lập viên của Hướng đạo viết và minh họa dựa vào những kinh nghiệm lúc nhỏ của ông, những kinh nghiệm của ông cùng với Đội Thiếu sinh quân Mafeking lúc có cuộc Bao vây Mafeking trong Đệ nhị Chiến tranh Boer, và kỳ cắm trại thử nghiệm của ông trên Đảo Brownsea, Anh Quốc. Đây là cuốn sách đứng hạng tư bán chạy nhất của thế kỷ 20.

## Lịch sử
Sách Hướng đạo cho nam (1908) là sách Baden-Powell viết lại dựa trên các sách quân sự trước kia của ông như Thám thính và Trinh sát (Reconnaissance and Scouting (1884)) và Trợ giúp Trinh sát (Aids to Scouting (1899)). Các sách lúc đầu này là các sách hướng dẫn quân sự được Quân đội Anh dùng để đào tạo các trinh sát viên quân sự của mình. Tại Mafeking, Baden-Powell thu nhận và huấn luyện các bé trai tuổi từ 12-15 để làm công việc đưa thư, truyền tin tức và sau đó thì đảm trách công việc tải thương để giúp binh sĩ rảnh tay hơn cho các cuộc chiến đấu thực sự. Ngay khi ông trở về Anh sau Đệ nhị Chiến tranh Boer, Baden-Powell nhận thấy rằng một số trường học của Anh đã dùng các sách của ông để dạy nam sinh các bài học về quan sát và suy luận. Ông quyết định viết lại các sách xuất bản của ông thành một cuốn sách dành cho nam. Trong số những người bạn ủng hộ ý tưởng này của Baden-Powell có Ngài William Alexander Smith, sáng lập viên của Lữ đoàn nam, và Cyril Arthur Pearson, người làm chủ vài tờ báo và cơ sở in ấn. Năm 1906 và 1907 Baden-Powell dành nhiều thời gian của mình để viết Hướng đạo cho nam và mở rộng ý tưởng của mình cho Kế hoạch Xây dựng Nam Hướng đạo. Các ý tưởng của ông đã được thử nghiệm trong một cuộc cắm trại trên Đảo Brownsea vào mùa hè năm 1907 có sự giúp sức của Percy Everett, biên tập viên văn chương của nhà xuất bản Cyril Arthur Pearson.
Hướng đạo cho nam đầu tiên được xuất bản trong 6 kỳ dạng bán nguyện san, khoảng 70 trang mỗi kỳ, từ tháng giêng đến tháng 3 năm 1908. Được cơ sở in ấn Horace Cox của Pearson phát hành. Sáu kỳ phát hành là một thành công và như dự định nó được in ra trong dạng sách vào ngày 1 tháng 5 năm 1908. Hướng đạo cho nam đã được dịch ra nhiều thứ tiếng. Năm 1948, cuốn sách vẫn còn được bán 50.000 bản trong năm. Chỉ trong năm 1967, nhà xuất bản nhận thấy có sự giảm sút nhưng trong hai thập niên cuối cùng của thế kỷ 20, thậm chí phong trào Hướng đạo, đã nhìn thấy cuốn sách như là một vật gì quý hiếm. Nó là cuốn sách đứng thứ 4 bán chạy nhất trong thế kỷ 20.

## Nội dung
Tất cả các phần của sáu kỳ dạng bán nguyện san năm 1908 có tựa đề Hướng đạo cho nam bằng chữ in hoa lớn. Với giá bán 4 xu, các trẻ em lúc đó dễ dàng mua được - nhiều trong số đó đã đi làm vì tuổi nghỉ học là 14 tuổi. Quyền tác giả là của: B-P (Trung tướng Baden Powell C.B.)
Đa số chương bắt đầu với những lời hướng dẫn dành cho người giảng dạy. Tất cả các chương có truyện kể cho lửa trại, hấp dẫn đối với trẻ nam, trong đó có các đoạn nói về trò chơi và các hoạt động, và chúng kết thúc với sự giới thiệu các sách tham khảo thêm.

### Phần I. Kỹ thuật Hướng đạo
Kỳ đầu tiên từ trang 3 đến trang 70, nói về chi tiết căn bản hướng đạo.
| 1 | Nam Hướng đạo Mafeking, Công việc của Hướng đạo sinh, Tiểu thuyết "Kim", Các sách                                              |
| 2 | Tóm tắt khóa giảng dạy về Hướng đạo, Vụ án Elsdon                                                                              |
| 3 | Tổ chức Nam Hướng đạo, lời thề, cách chào và dấu hiệu mật của Hướng đạo, đồng phục, các hành khúc Hướng đạo, ám hiệu hàng đội. |
| 4 | Luật Hướng đạo, trò chơi Hướng đạo, vở kịch Hướng đạo Pocahontas                                                               |

### Phần II. Dò tìm, Kỹ thuật Rừng
Phần hai bao gồm trang 71 đến trang 142. Bao gồm chương II nói về dò tìm và chương III về kỹ thuật rừng, mỗi chương có ba truyện kể cho lửa trại.
| 5  | Quan sát "dấu hiệu", Nhận dạng dấu hiệu, Chi tiết về con người, Dấu hiệu quanh một xác chết, Chi tiết về miền quê, Sử dụng đôi mắt của bạn, Sách đọc về quan sát, Các hướng dẫn dành cho hướng dẫn viên, Trò chơi về quan sát |
| 6  | Theo dấu động vật, Dấu vết người, Hướng dẫn theo dấu động vật, Gợi ý dành cho dẫn hướng dẫn viên, Trò chơi tìm dấu, Sách đọc về theo dấu động vật.                                                                            |
| 7  | Đọc "dấu hiệu" hoặc suy luận, Phán đoán, Gợi ý dành cho hướng dẫn viên, Thí dụ thực hành về suy luận, Sách để đọc |
| 8  | Đi nhẹ nhàng (rón rén để quan sát), Cách che giấu mình, Cách dạy người đi nhẹ nhàng, Trò chơi đi nhẹ nhàng, Sách về đi nhẹ nhàng                                                                                              |
| 9  | Động vật, Chim, Loài bò sát và cá, Côn trùng, Gợi ý dành cho hướng dẫn viên, Danh dự, Săn sư tử, Sách để đọc, Kịch. |
| 10 | Thực vật, Cây, Gợi ý dành cho hướng dẫn viên, Trò chơi, Sách để đọc, Kịch |

### Phần III. Đời sống trại, Tham gia các hoạt động
Phần ba từ trang 143 đến trang 206. Bao gồm chương IV về Đời sống trại và chương V về Tham gia các hoạt động.
| 11 | Thám du, Dựng nhà lều, Đốn cây, Cách làm cầu, Tự đo mình, Hướng đạo sinh luôn là người khéo tay, Gợi ý dành cho hướng dẫn viên, Sách để đọc                                                         |
| 12 | Cắm trại, Thỏa mái sống trong trại, Lửa trại - cách đúng để tạo lửa trại, Sạch gọn, Gợi ý dành cho hướng dẫn viên                                                                                   |
| 13 | Đời sống trại, Nấu ăn, Làm bánh mì, Lùa bò và giết mổ, Sạch gọn, Nước, Gợi ý dành cho hướng dẫn viên, Trò chơi cho trại, Sách để đọc                                                                |
| 14 | Cuộc sống ngoài trời, Thám hiểm, Đi thuyền, Nghệ thuật dưới nước, Đi núi, Tuần tra, Làm việc đêm, Theo dõi thời tiết, Gợi ý dành cho hướng dẫn viên, Trò chơi, Sách về cuộc sống ngoài trời         |
| 15 | Tìm đường, Phán đoán độ cao và tầm xa, Tìm hướng Bắc, Gợi ý dành cho hướng dẫn viên, Trò chơi tìm đường, Sách để đọc                                                                                |
| 16 | Thông tin bằng dấu hiệu, Ra hiệu, Tín hiệu còi và cờ, Thực hành về ra hiệu, Gợi ý dành cho hướng dẫn viên, Dấu đánh ghi nhận trước khi được huy hiệu Danh dự trong tham gia các hoạt động, Phô diễn |

### Phần IV. Bền bỉ và Tinh thần thượng võ
Phần bốn từ trang 207 đến trang 270. Bao gồm chương VI Tính bền bỉ dành cho Hướng đạo sinh, hay Cách để trở nên mạnh khoẻ, và chương VII Tinh thần thượng võ của các hiệp sĩ.
| 17 | Cách để trở nên mạnh khoẻ: Sự bền bỉ của Hướng đạo sinh, Thực hành và mục tiêu, Mũi, Tai, Mắt, Răng, Gợi ý dành cho hướng dẫn viên, Trò chơi để phát triển sức lực, Sách để đọc |
| 18 | Thói quen tốt cho sức khoẻ: Cách gìn giữ sức khoẻ, Tự giữ sạch sẽ, Hút thuốc, Uống rượu, Thức sớm, Mĩm cười, Thực hành, Sách để đọc |
| 19 | Ngừa bệnh: Y khoa trại, Vi trùng và cách phòng chống, Thực phẩm, Quần áo, Thực hành, Trò chơi, Sách để đọc |
| 20 | Tinh thần thượng võ của các hiệp sĩ: Tinh thần thượng võ đối với người khác, Thánh George, Luật Hiệp sĩ, Không ích kỷ, Tự hy sinh, Hảo tâm, Thân thiện, Lịch sự, Nhã nhặn với phụ nữ, Thực hành, Gợi ý dành cho hướng dẫn viên, Trò chơi, Kịch, Sách để đọc                              |
| 21 | Tự kỷ luật: Dành cho hướng dẫn viên, Danh dự, Tuân phục và kỷ luật, Can đảm, Thái độ tốt và phấn khởi, Sách để đọc, Thực tập tự kỷ luật, Trò chơi |
| 22 | Tự cải thiện: Dành cho hướng dẫn viên, Bổn phận đối với Thượng đế, Cần kiệm, Cách làm ra tiền, Cách tiến hành, Thực hành tự cải thiện, Thông tin về nghề nghiệp, Sách để đọc, (trong phần V:) Sự điều độ, Thực hành quan sát, Sự ngoan cường chịu đựng, Ghi chú dành cho hướng dẫn viên, |

### Phần V. Cứu cấp, và tinh thần yêu nước
Phần năm từ trang 271 đến trang 334. Bao gồm chương VIII Cứu cấp, hay cách đối phó với tai nạn, và chương IX Tinh thần yêu nước, hay bổn phận của chúng ta là các công dân.
| 23 | Chuẩn bị để đối phó với tai nạn: Gợi ý dành cho hướng dẫn viên, Các hiệp sĩ của Thánh John, Huân chương cứu người, Thực hành cứu cấp                                                            |
| 24 | Tai nạn và cách đối phó với chúng: Sợ hãi, Cứu cấp hỏa hoạn, Phương hướng, Cứu cấp chết đuối, Cứu cấp vì ngựa chạy loạn, Các thứ tai nạn, Chó điên, Thực hành cứu cấp, Sách để đọc              |
| 25 | Giúp đỡ người khác: Sơ cứu, Rắn cắn, Bụi trong mắt, Tự tử, Cách khiêng bịnh nhân, Cách thực hành, Trò chơi, Sách để đọc                                                                         |
| 26 | Đế quốc của chúng ta: Gợi ý dành cho hướng dẫn viên, Đế quốc của chúng ta, Cách để đế quốc chúng ta phát triển, cách giữ đế quốc chúng ta, Gợi ý dành cho hướng dẫn viên, Sách để đọc, Phô diễn |
| 27 | Tính công dân: Bổn phận Hướng đạo sinh như một công dân, Bổn phận như quân nhân công dân, Thuật xạ kích, Giúp cảnh sát, Gợi ý dành cho hướng dẫn viên, Trò chơi, Sách để đọc                    |
| 28 | Đoàn kết thì sống, chia rẽ thì chết: Gợi ý dành cho hướng dẫn viên, Quân đội và Hải quân của chúng ta, Cờ của chúng ta, Chính quyền của chúng ta, Nhà vua của chúng ta, Sách để đọc             |

### Phần VI. Ghi chú dành cho hướng dẫn viên, Trò chơi Hướng đạo, thực hành và phô diễn
Phần sáu từ trang 335 đến trang 398. Bao gồm Ghi chú dành cho hướng dẫn viên và Các trò chơi Hướng đạo, thực hành, và phô diễn
|  | Tham gia trò chơi: đừng nhìn quanh, Đế quốc Anh cần bạn giúp, Đế quốc La Mã sụp đổ vì công dân xấu, Công dân xấu trở thành thấy rõ tại quốc gia này hôm nay, Bóng đá, Công dân tương lai của chúng ta, Hướng đạo Hòa bình, Chủ nghĩa quân phiệt, Cách dạy Hướng đạo, Giới chức có thể tìm thấy kế hoạch hữu dụng, Gợi ý dành cho hướng dẫn viên, Sắp sẵn, Phòng hội, Sách chỉ nam, Khóa hướng dẫn, Phương pháp hướng dẫn, Tưởng tượng, Trách nhiệm đối với trẻ em, Kỷ luật, Tôn giáo, Tiết hạnh, Gợi ý dành cho hướng dẫn viên, Tạo hình đức tính, Kết luận, Các sách về đề tài |
|  | Ghi chú dành cho hướng dẫn viên, Kỹ thuật Hướng đạo, Dò tìm, Kỹ thuật rừnng, Đời sống trại, Sách để đọc, Tham gia hoạt động và tìm đường, Tính bền bỉ và sức khoẻ, Tinh thần thượng võ, Cứu cấp và sơ cứu, Tinh thần yêu nước, Hãy tham gia trò chơi!, bão táp Delhi, lá thông muôn đời, bài hát Úc, Thượng đế ban phúc lành cho Thái tử xứ Wales, Thượng đế cứu rỗi Nhà vua, Chương trình mẫu các môn thể thao vận động, các trò chơi không phải của Hướng đạo, Bóng rổ, Sách để đọc                                                                                           |
|  | Các đề nghị dành cho một cuộc biểu diễn |
|  | Các câu chuyên thật về Hướng đạo |
|  | Đính chính |

## Tình trạng bản quyền
Sách đã thuộc phạm vi công cộng từ năm 2011, 70 năm sau khi tác giả qua đời vào ngày 8 tháng 1 năm 1941. Hiện nay Hội Hướng đạo Anh Quốc giữ bản quyền đối với sách "Scouting for Boys", sách chỉ có thể được tái bản sau khi được phép của tổng hành dinh Hội Hướng đạo này (ngoài các bản quyền ngoại lệ tại các quốc gia đặc biệt, thí dụ sử dụng hợp lệ).

## Các kỳ xuất bản
- Scouting for Boys (bằng tiếng Anh) (ấn bản thứ 1). Luân Đôn, Windsor House, Bream's Buildings, E.C.: Horace Cox (nhà in của Cyril Arthur Pearson). 1908.
- Scouting for Boys (bằng tiếng Anh) (ấn bản thứ 1). Luân Đôn, Henrietta Street: C. Arthur Pearson Ltd. ngày 1 tháng 5 năm 1908. tr. 288 trang.
- Scouting for Boys (bằng tiếng Anh) (ấn bản thứ 2). Luân Đôn: C. Arthur Pearson Ltd. 1909.
- Scouting for Boys (bằng tiếng Anh) (ấn bản thứ 3). Luân Đôn: C. Arthur Pearson Ltd. 1910.
- Scouting for Boys (bằng tiếng Anh) (ấn bản thứ 4). Luân Đôn: C. Arthur Pearson Ltd. 1911.
- Scouting for Boys (bằng tiếng Anh) (ấn bản thứ 5). Luân Đôn: C. Arthur Pearson Ltd. 1912.
- Scouting for Boys (bằng tiếng Anh) (ấn bản thứ 6). Luân Đôn: C. Arthur Pearson Ltd. 1913.
- Scouting for Boys (bằng tiếng Anh) (ấn bản thứ 7). Luân Đôn: C. Arthur Pearson Ltd. 1913.
- Scouting for Boys (bằng tiếng Anh) (ấn bản thứ 8). Luân Đôn: C. Arthur Pearson Ltd. 1916.
- Scouting for Boys (bằng tiếng Anh) (ấn bản thứ 9). Luân Đôn: C. Arthur Pearson Ltd. 1918.
- Scouting for Boys (bằng tiếng Anh) (ấn bản thứ 11). Luân Đôn, Tower House: C. Arthur Pearson Ltd. 1924.
- Scouting for Boys (bằng tiếng Anh) (ấn bản thứ 12). Luân Đôn: C. Arthur Pearson Ltd. 1926.
- Baden-Powell's Scouting for Boys (bằng tiếng Anh) . Luân Đôn: C. Arthur Pearson Ltd. 1944.
- Jan Schaap, biên tập (1944). Het verkennen voor jongens (bằng tiếng Hà Lan) (ấn bản thứ 5). 's-Gravenhage: De Nederlandsche Padvinders.
- Scouting for Boys tại Ấn Độ (bằng tiếng Anh) . Tổng hành dinh của Hội Hướng đạo tại Ấn Độ. 1946.
- Scouting for Boys (bằng tiếng Anh). Nam Hướng đạo Mỹ dành cho và thay mặt Văn phòng Quốc tế Nam Hướng đạo. 1946.
- Het verkennen voor jongens (bằng tiếng Hà Lan) (ấn bản thứ 6). 's-Gravenhage: Nationale Padvindersraad. 1950.
- Baden-Powell's Scouting for Boys (bằng tiếng Anh) (ấn bản thứ 30). Luân Đôn: C. Arthur Pearson Ltd. 1957. tr. 328 trang.
- Scouting for Boys (bằng tiếng Anh) . Luân Đôn: Hội Nam Hướng đạo. 1963. tr. 182 trang.
- Scouting for Boys (bằng tiếng Anh). Nam Hướng đạo Canada. 1973. tr. 331 trang.
- Mir Mohammad Mohsin, biên tập (1973). Scouting brā'ē tiflān (bằng tiếng Urdu). Islamabad: Quỹ sách quốc gia.
- Theo P.M. Palstra, biên tập (1977). Verkennen voor jeugd (bằng tiếng Hà Lan) (ấn bản thứ 10). Amersfoort: Hướng đạo Hà Lan.
- Fausto Catani, biên tập (1978). Scoutismo per ragazzi (bằng tiếng Ý). Milan: Ancora. tr. 438 trang.
- Baden-Powell's Scouting for Boys (bằng tiếng Anh). Hội Nam Hướng đạo Mỹ. 1982. ISBN 0-8395-3591-0.
- P. V. Paulose, biên tập (1982). Skauttingu-kuttikalkku (bằng tiếng Malayalam). Trivandrum: Hướng đạo nam và nữ Bharat.
- Pfadfinder: ein Handbuch der Erziehung (bằng tiếng Đức) (ấn bản thứ 13). Bern: Pfadfinder-Materialbüro. 1983. tr. 315 trang.
- Frithiof Dahlby, biên tập (1983). Scouting for boys (bằng tiếng Thụy Điển). Stockholm: Scoutförl. tr. 192 trang.
- Paula Koho, biên tập (1986). Partiopojan kirja (bằng tiếng Phần Lan) (ấn bản thứ 3). Helsinki: Patiokirja. tr. 350 trang.
- Stanisław Kapiszewski, biên tập (1990). Skauting dla chłopców: wychowanie dobrego obywatela metodą puszczańską (bằng tiếng Ba Lan). Warsaw: Oficyna Przeglądu Powszechnego. tr. 375 trang.
- József Illy, biên tập (1994). Cserkészet fiúknak: kézikönyv a jó állampolgár neveléséhez az erdőjárás révén (bằng tiếng Hungary). Budapest: M. Cserkészcsapatok Szövets. tr. 277 trang.
- José Francisco dos Santos, biên tập (1995). Escutismo para rapazes (bằng tiếng Bồ Đào Nha). Lisbon: Corpo Nacional de Escutas.
- Peter Bleeser, biên tập (1996). Pfadfinder (bằng tiếng Đức) (ấn bản thứ 3). Neuss: Georgs-Verlag. tr. 309 trang.
- Scouting for Boys (bằng tiếng Anh). The Scout Association. 1998. ISBN 0-85165-247-6.
- R. Chandrasekharan, biên tập (2000). Bālakarigāgi skauting (bằng tiếng Kannada). Bangalore: Navakarnataka.
- Elleke Boehmer, biên tập (2004). Scouting for Boys (bằng tiếng Anh). Oxford: Oxford University Press. ISBN 0-19-280547-9.
- Kevin Y.L. Tan, biên tập (2004). Scouting for Boys (phiên bản Singapore - Malaysia) (bằng tiếng Anh). Singapore: Brownsea Singapore. ISBN 981-05-1831-5.
- Kevin Y.L. Tan, biên tập (2004). Scouting for Boys (phiên bản Singapore - Malaysia) (bằng tiếng Anh). Singapore: Brownsea Singapore. ISBN 981-05-1830-7.
- Elleke Boehmer, biên tập (2005). Scouting for Boys (bằng tiếng Anh). Oxford/New York: Oxford University Press. ISBN 0-19-280246-1.